# Streffen
Streffen war die Bezeichnung eines Ortsteils des damaligen Kirchspiels Küdinghoven im Herzogtum Jülich-Berg. Heute gehört das Gebiet zu den Bonner Ortsteilen Küdinghoven und Ramersdorf des Stadtbezirks Beuel. Der Name ist als Ortsbezeichnung untergegangen. Das damit bezeichnete Gebiet reichte im Süden Küdinghovens etwa bis zum damaligen Ramersdorf. Heute liegt in der Mitte des Gebietes der etwa 300 Meter lange Gerichtsweg. Der Streffenweg, der die Dornenkreuzstraße mit der Kirchstraße verbindet, erinnert an die alte Ortsangabe.
Die lokale Bedeutung des Ausdruckes „Streffe“ bedeutete: langer Geländestreifen. Die Bezeichnung „Auf der Streffe“, „Bei der Streffen“ oder „Unter der Streffen“ tauchte erstmals im Jahr 1726 in der „Landtmaß-Description des Kirchspiels Küdinghoven“ auf. In der Katasteraufnahme von 1824 wird die Flur 32 mit „Auf der Streffe“ bezeichnet. Die Topographische Karte von Rheinland und Westfalen nennt „Streffen“ in den Jahren 1841 bis 1858 als Ortsbezeichnung. In dem Haus der Gastwirtschaft „Zur schönen Aussicht“ (errichtet gem. Hausinschrift im Jahr 1618) an dieser Straße („Auf der Streffen“) fanden – als Küdinghoven noch Sitz eines bergischen Untergerichts war – die mit sieben Schöffen besetzten Gerichtssitzungen  statt. Seit 1907 wird dieser Teil des Streffens, der zwischen Königswinterer Straße und Gallusstraße/Lindenstraße verläuft, als Gerichtsweg bezeichnet.